# Departamento Ojo de Agua
Ojo de Agua es un departamento en la provincia de Santiago del Estero (Argentina).

## Superficie y límites
El departamento tiene 6.269 km² y limita al norte con los departamentos de Loreto y Atamisqui, al este con el departamento Quebrachos, al oeste con el departamento Choya y al sur con la provincia de Córdoba.
La ley provincial N° 353, que fue sancionada el 11 de noviembre de 1911, dividió el territorio de la provincia en departamentos, estableciendo los siguientes límites para el Departamento Ojo de Agua:

Este Departamento tendrá los mismos límites actuales, salvo que la divisoria con Quebrachos, desde los confines con Atamisqui será el Telégrafo Nacional, hasta “Tacumampa”, continuando después por Aguilas, Calera, Espinillo, Retiro, Baez, San Isidro, Jarillas, Chilca, El Carmen y San Roque, hasta el límite con Córdoba, qudando incluido todos estos lugares en Ojo de Agua.
 La Capital es la Villa Ojo de Agua.

## Distritos
La ley provincial que fue sancionada el 3 de agosto de 1887 dividió el territorio del entonces Departamento Sumampa en dos secciones: Ojo de Agua y Quebrachos, las que luego dieron lugar a esos respectivos departamentos. La Sección Ojo de Agua comprendía los distritos de: Ojo de Agua, Báez, Cachi, Águilas, Ambargasta. La asignación de localidades a cada distrito fue asignada al Poder Ejecutivo.
La ley provincial N° 260, que fue sancionada el 19 de agosto de 1910, dividió el territorio del departamento entre los siguientes distritos:
- Ojo de Agua
- Báez
- Cachi
- Águilas
- Ambargasta

## Sismos de Santiago del Estero
El 1 de enero de 2011 (14 años), 21 de febrero y el 2 de septiembre de 2011, varias extensas áreas fueron epicentro de sismos de 7,0; 5,9; y 6,9 grados en la escala de Richter, aunque sin causar daños ni víctimas, pues se registraron a profundidades de 600 km; y los movimientos telúricos llegaron a sacudir edificios altos en varias provincias, incluyendo la ciudad de Buenos Aires.

### Sismicidad
La sismicidad del área de Santiago del Estero es frecuente y de intensidad baja, y un silencio sísmico de terremotos medios a graves cada 40 años.
El 4 de julio de 1817 (207 años), sismo de 1817 de 7,0 Richter, con máximos daños reportados al centro y norte de la provincia, donde se desplomaron casas y se produjo agrietamiento del suelo, los temblores duraron alrededor de una semana. Se estimó una intensidad de VIII grados Mercalli. Hubo licuefacción con grandes cantidades de arena en las fisuras de hasta 1 m de ancho y más de 2 m de profundidad. En algunas de las casas sobre esas fisuras, el terreno quedó cubierto de más de 1 dm de arena.
Aunque la actividad geológica ocurre desde épocas prehistóricas, el sismo del 20 de marzo de 1861 (164 años) señaló un hito importante dentro de la historia de eventos sísmicos argentinos ya que fue el más fuerte registrado y documentado en el país. A partir del mismo la política de los sucesivos gobiernos provinciales y municipales han ido extremando cuidados y restringiendo los códigos de construcción. Pero solo con el terremoto de San Juan del 15 de enero de 1944 (81 años) los Estados provinciales tomaron real estado de la gravedad sísmica de la región.